# Rencontres du Contadour
Les Rencontres du Contadour sont des réunions annuelles qui se déroulèrent, de septembre 1935 à septembre 1939, à l'initiative de Jean Giono, au lieu-dit Contadour, sur la montagne de Lure, à une dizaine de kilomètres de Banon, en Haute-Provence. 
Bien qu'ayant connu une fin abrupte et désenchantée à l'annonce de la guerre, ces Rencontres marquèrent une partie de la vie et de l'œuvre de l'écrivain.

## Contexte: la genèse d'une société nouvelle

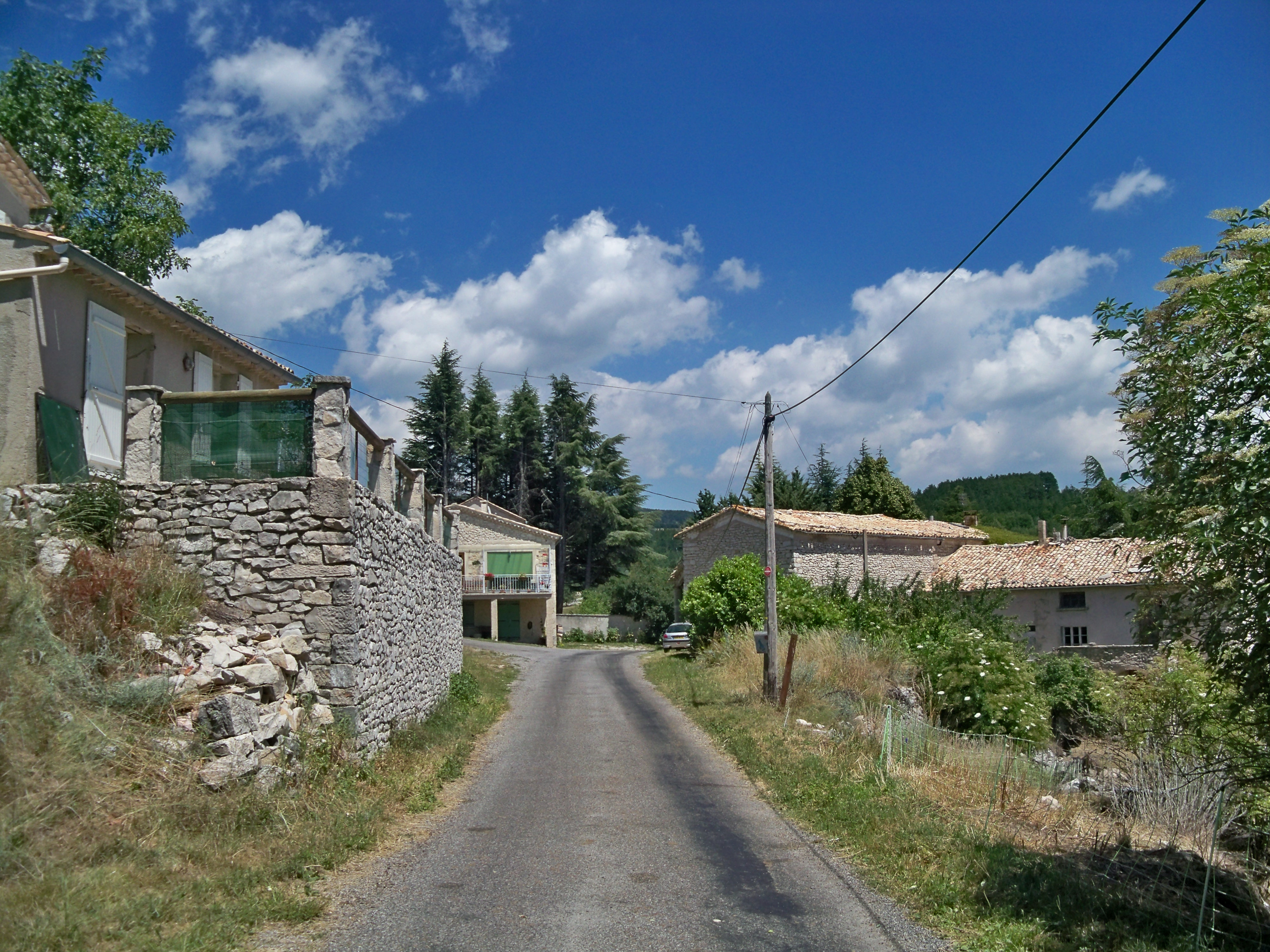
Le Contadour, Que ma joie demeure

En 1935, Jean Giono publie Que ma joie demeure. Dans ce livre, le héros, Bobi, transforme la communauté aigrie du plateau Grémone en lui apportant le bonheur simple. Ce roman trouve très vite un écho favorable auprès d'une partie de la jeunesse qui, parallèlement, se reconnaît rapidement dans les pensées de l'auteur : l'opposition entre la vie simple et pure à la campagne, l'artisanat, et la ville avec ses usines et ses machines-outils qui détruisent l'homme.
Afin de faire découvrir à un groupe d'amateurs les lieux qui l'ont inspiré, Jean Giono les emmène faire une randonnée sur la montagne de Lure. Il admire beaucoup cette région âpre qu'il a parcourue lorsqu'il était jeune employé de banque. Il connaît bien, également, la vie simple que l'on y mène, au contact de la nature.
Arrivé au lieu-dit Le Contadour, Jean Giono se blesse et le groupe est immobilisé. Ils choisissent d'un commun accord de rester au hameau. Pendant plusieurs jours, le groupe se ressource, « philosophe » aussi. Fascinés également par l'endroit, ils décident d'acheter un vieux moulin qu'ils vont retaper, pour pouvoir se réunir à l'avenir et retrouver ce bonheur qu'ils viennent de connaître. Les « Rencontres du Contadour » sont nées. Les « Contadouriens » se retrouveront désormais chaque année, à Pâques et en septembre.

## L'Utopie
Le Contadour, c'est le plateau Grémone de Que ma joie demeure, c'est « l'endroit où souffle l'esprit ».
Le Contadour devient un lieu de bien-être, on y vit en plein air, on y discute, on y lit (des poésies jusqu'aux ébauches des œuvres futures de Giono), on y écoute de la musique, on se promène sur les étendues désertiques du plateau en refaisant le monde.
Ce monde idéal, rêvé par tous, est enfin réel, au milieu des collines, des forêts de pins, de la lavande et des hautes herbes. Les quinze jours que durent ces réunions permettent de quitter la vie trépidante menée d'ordinaire par le groupe, composé principalement d'intellectuels parisiens.
Entre ces Rencontres, Jean Lescure en 1936 pour les premiers numéros puis Lucien Jacques, l'ami de toujours de Giono, publient les Cahiers du Contadour (on y trouvera ainsi les premiers paragraphes de Moby Dick entre autres). Ces publications de textes divers, poésies, dessins, sont le souvenir des réunions.

Les deux maisons de Giono au Contadour
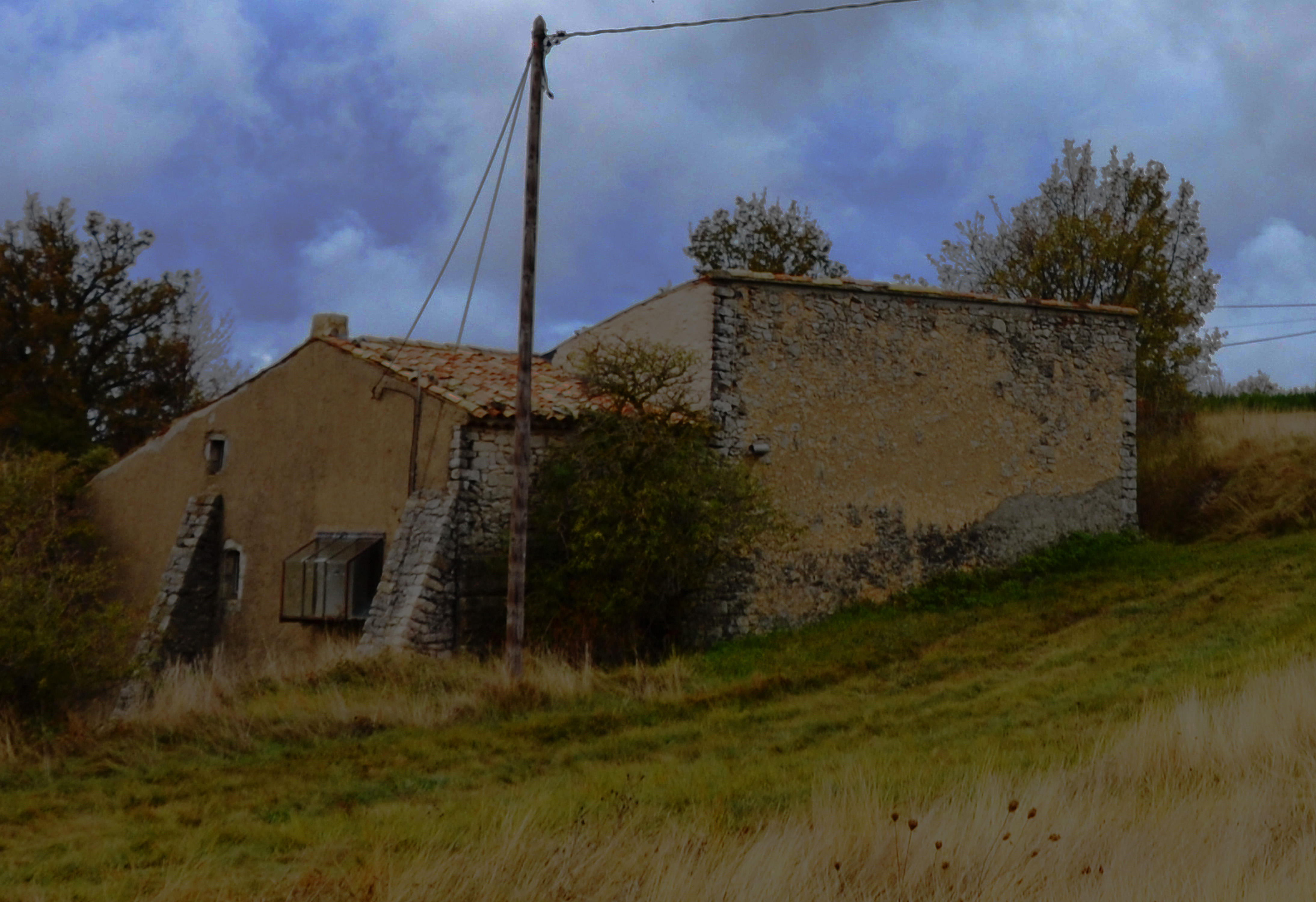
Ferme des Graves
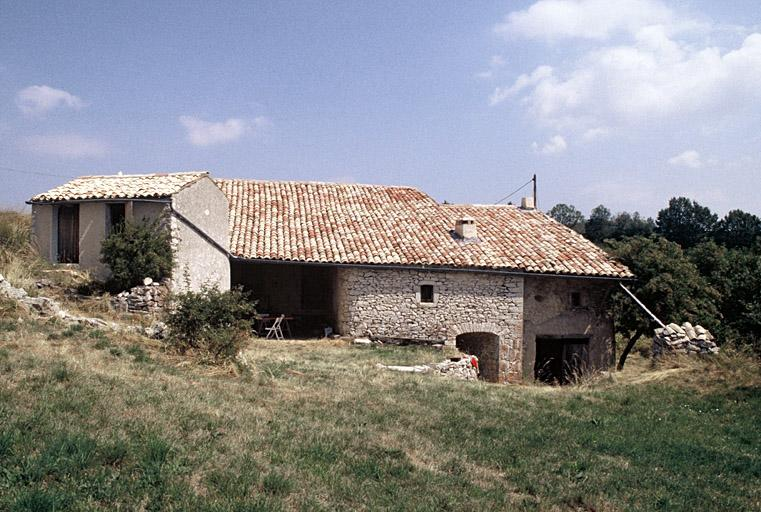
Ferme des Graves, autre vue

## La désillusion
Le Contadour est aussi un lieu de réflexion. Jean Giono devient progressivement, sans l'avoir trop voulu, une sorte de maître à penser, entouré de disciples toujours prêts à l'écouter et à suivre ses conseils.
Cette époque est, pour Giono, celle du militantisme pacifiste. Dans ces Rencontres, « Le seul point sur lequel il est impossible de transiger, c'est l'amour de la Paix » (Pierre Citron, Giono, Le Seuil, 1995). Les menaces de guerre amènent à des réflexions sur la conduite à tenir si le conflit se déclenche. On pense à se retrancher sur les hauteurs bas-alpines, à vivre en autarcie, on souhaite des actions mais Jean Giono évite de donner des réponses toutes faites. Il ne veut pas être le directeur de conscience de ses amis, même s'il est profondément pacifiste. Son métier, c'est d'abord d'écrire…
En septembre 1939, la réunion se voit interrompue par la déclaration de guerre. Ce sera la dernière, avec au bout du compte un désenchantement et une forte désillusion.

## Les Cahiers du Contadour
Huit cahiers ont été publiés :
1. Le premier, daté du 31 juillet 1936, contient
- Une présentation des Cahiers
- Jean Giono : Suite inachevée de Jean-le-Bleu
- Henriette Garraud : Le sens du rêve
- Frédéric Bottie : À propos de l’indivisible paix
- Henri Fluchère : Connaissance de Lure
- Henri Limousin : Notes d’avant le départ
- Jean Vagne : Berge n’est pas mon père
- Charles Grimaldi : Promesse du Contadour
- Lucien Jacques : La pâque dans la grange
- Daniel May : Paix au Contadour
- Jean Lescure : Présences
- Christian Michelfelder : La terre de l'éternellement présent
- Village
- La Paix
- Propositions
- Paul A. Robic : Carnet de minuit
- Photos de Kardas, Émile Gos et Joset

2. Le deuxième, non daté (mai 1937), contient
- Jean Giono : Le Bout de la Route
- Esquisse d’un Journal du Contadour
- Jean Giono : Les Larmes de Biblis
- Maxime Girieud : Fragments de Souvenirs d’un Convoyeur de l’Armée d’Orient
- Lucien Jacques : Poèmes
- Robert Berthoumieu : Enseignement et Éducation
- Alice Golay : Ce que veut la Guilde du Livre

3-4. Un volume réunissant les Cahiers III et IV et daté du 25 septembre 1937, contient
- Maxime Girieud : Une lueur dans le noir
- Lucien Jacques : Bruegel
- Charles Vildrac : Souvenirs (poème)
- Jean Giono : Poème
- Daniel May : Les derniers jours de la Paix
- Lucien Jacques : L'Abri (poème)
- Romain Rolland : Ara Pacis (poème)
- Paix et Éducation
- Charles Vildrac : Fragments de l'Élégie de Doucet
- Siegfried Sassoon : Gloire de femmes (poème)
- Siegfried Sassoon : Lamentations (poème)
- Siegfried Sassoon : Remords (poème)
- Eugene O'Neill : Le deuil sied à Électre
- Saint-Michel : L'Église et la Guerre
- Lucien Jacques : Deux poèmes
- Graphie de Madame Merle
- Jean Giono : Chapitres inédits du Grand Troupeau
- Messages
- Témoignages :
  - a ) Extraits de lettres reçues par Jean Giono
  - b ) Écrits par nos camarades
  - c ) Achevé d'imprimer
  - Photos : « L’été » de Pierre Breughel, « Pour rien » document communiqué par L.J., gravures de Lucien Jacques

5. Le cinquième numéro, daté du 23 mai 1937, contient
- Jean Giono : Présentation des Cahiers
- Alfred Campozet : Rencontre
- Olga Fradisse : Trois Poèmes chinois
- Armand Monjo : Poèmes
- Jean Aimelle : Propos défaitistes (Extraits)
- Alain : Souvenirs de guerre (Extraits)
- André Jean : Les Cantilènes Rouges (Extraits)
- Maxime Girieud : Sauve qui peut
- Herman Melville : Moby Dick
- Jean Giono : Premiers Poèmes
- Bois gravés d'Alexandre Noll et de Lucien Jacques
- En hors texte les fresques du Moulin au Contadour et le Déluge (fragment de la fresque de Michel Ange)

6. Le sixième numéro, daté du 8 août 1938, contient
- Jean Giono : Message
- André Jean : Trois Poèmes
- Alfred Campozet : Grenouille
- avec des dessins et des bois gravés de Alexandre Noll et Lucien Jacques
- M. G. Chenet : Douce maison. Avec des dessins de Henry Chenet
- Lucien Jacques : Carnets de Moleskine. Avec un frontispice de l'auteur
- Herman Melville : Moby Dick (suite)
- Avec un hors-texte : La Chasse à la Baleine

7. Le septième numéro, daté du 13 novembre 1938, contient
- Jean Giono : Précisions
- L. Jacques : Carnets de moleskine (fin) avec des dessins et des bois gravés de Alexandre Noll et Lucien Jacques
- Hors-texte : Pour rien et La chasse à la baleine

8. Le huitième et dernier numéro, daté du 31 mars 1939, contient
- A. Josipovici : David chez les Chrétiens.
- Jean Giono : Premières proses.
- Herman Melville : Moby Dick (fin)
- Illustrations de Lucien Jacques
- Hors-texte : La Chasse à la Baleine